# Bufonul regelui
Bufonul regelui (titlul original: în engleză The Court Jester) este un film dramatic american, 
de comedie englez, realizat în 1955 de regizorul Melvin Frank și Norman Panama, protagoniști fiind actorii Danny Kaye, Glynis Johns, Basil Rathbone și Angela Lansbury. 

## Distribuție
- Danny Kaye – Hubert Hawkins, un menestrel care fură identitatea lui Giacomo Bufonul
- Glynis Johns – Maid Jean, o căpităneasă rebelă și interesată amoros de Hawkins
- Basil Rathbone – Lord Ravenhurst, cel mai apropiat consilier al Regelui
- Angela Lansbury – Gwendolyn, prințesa Angliei
- Cecil Parker – Roderick, falsul rege al Angliei și tatăl lui Gwendolyn
- Mildred Natwick – Griselda, o vrăjitoare și consiliera lui Gwendolyn
- Robert Middleton – Sir Griswold of MacElwain, logodnicul Gwendolynei
- Michael Pate – Sir Locksley, Lacheul și aliatul lui Ravenhurst
- Herbert Rudley – căpitanul gărzii, unul dintre lacheii lui Ravenhurst
- Noel Drayton – Fergus Hostler, un spion al Vulpei Negre din castelul lui Roderick
- John Carradine – Giacomo, un bufon și asasin italian, angajat de Ravenhurst
- Edward Ashley – Vulpea Neagră, un lider rebel
- Alan Napier – Lord Brockhurst, consilier al lui Roderick
- Lewis Martin – Lord Finsdale, consilier al lui Roderick
- Patrick Aherne – Lord Pertwee, consilier al lui Roderick
- Richard Kean – Arhiepiscopul
- Hermine's Midgets – Hubert Hawkins' trupă de acrobație